# Tony Greig
Anthony William "Tony" Greig (6 de octubre de 1946 - 29 de diciembre de 2012) fue un capitán crítico de críquet de Inglaterra que se volvió comentarista.
Nacido en Sudáfrica, Greig estuvo habilitado para jugar para el equipo nacional Inglés en virtud de su ascendencia escocesa. Fue un hombre alto (6 pies y 6 pulgadas o 1,98 metros). Greig fue capitán de Inglaterra desde 1975 hasta 1977, y también fue capitán Sussex. Su hermano menor, Ian, también jugó críquet de prueba, mientras que varios otros miembros de su extensa familia jugaron a nivel de primera clase.

## Otras lecturas
- Rae, Simon, It's Not Cricket, Faber and Faber Ltd., 2001. ISBN 0-571-21582-3
- Tossell, David, Grovel! The Story and Legacy of the Summer of 1976, Know The Score Books, 2007. ISBN 1-905449-43-7
- Tossell, David, Tony Greig, A Reappraisal of English Cricket's Most Controversial Captain, Pitch Publishing, 2011. ISBN 978-1-908051-01-1